# Jordi Argilés i Serres
Jordi Argilés i Serres (Barcelona, 10 de desembre de 1970) és un polític català, alcalde de Vilella Alta i diputat al Parlament de Catalunya en la V Legislatura.

## Biografia
Ha treballat com a administratiu i es traslladà a la Vilella Alta (Priorat), on col·laborà a l'emissora de ràdio local. A les eleccions municipals espanyoles de 1991 fou elegit alcalde de la Vilella Alta com a independent. En 1993 es va afiliar a Convergència Democràtica de Catalunya, partit amb el qual fou elegit novament alcalde de la Vilella Alta a les eleccions municipals espanyoles de 1995, 1999 i 2003.
Durant els seus succesius mandats és realitzen gran quantitat d'obres, destacant la piscina municipal, dedicada a en Jaume Ardèvol i Cabré, o la restauració de la Societat la Veritable Aliança. edifici que acull entre d'altres la botiga o el anomenat "cafè".
Comença la urbanització de la major part de carrers de la vila, i fins i tot es canvia i adequa l'enllumentat públic.
El campanar de la parròquia de Santa Llúcia és restaurat, així com la recuperació de la Font Vella i els antics rentadors "la Solcida" per a tots els veíns.
Entre d'altes actuacions que és duen a terme cal destacar la restauració del Llibre de la Cort, de 1546, o la del teló del teatre de la Societat la Veritable Aliança, que representa a la musa del teatre Talía.
En 1995 fou nomenat vicepresident tercer del Consell Comarcal del Priorat i en 1997 va substituir en el seu escó Lluís Badia i Chancho, elegit diputat a les eleccions al Parlament de Catalunya de 1995.